# 9535 Plitchenko
9535 Plitchenko este un asteroid din centura principală de asteroizi.

## Descriere
9535 Plitchenko este un asteroid din centura principală de asteroizi. A fost descoperit pe 22 octombrie 1981 la Observatorul de Astrofizică din Crimeea de Nikolai Cernîh. El prezintă o orbită caracterizată de o semiaxă mare de 2,26 ua, o excentricitate de 0,14 și o înclinație de 4,0° în raport cu ecliptica.